# アブドゥル・カディル
アブドゥル・カディル（1944年 - 2014年4月22日）は、アフガニスタンの政治家、軍人。大将。ヌール・ムハンマド・タラキー政権とバブラク・カールマル政権で国防相を務めた。

## 経歴
ヘラート州出身。ズリ部族チャライマク氏族。カーブルの幼年学校、士官学校を卒業。ソ連で飛行士の訓練を受けたが、健康上の理由のため中退。
空軍に勤務しつつ、アフガニスタン人民民主党と協力し、軍内に革命将校団を組織した。1973年初め、陰謀への関与の疑いで、空軍及び防空軍副司令官からカブール軍用家畜部長まで降格された。
1973年7月、ムハンマド・ダーウードによるクーデターの指導者の1人となった。クーデター後、中佐の階級で再び空軍及び防空軍副司令官/参謀長となった。
1978年4月、カブール守備隊2個旅団による軍事クーデターを組織すると共に、バグラム空軍基地の飛行士を扇動し、ある情報によれば、自ら飛行機に乗り込み、ダーウードの官邸にロケット攻撃を行ったともいう。4月27日～29日、軍革命会議の議長となり、その名義でダーウード体制の打倒を宣言した。事後、ヌール・ムハンマド・タラキーを首班とするアフガニスタン人民民主党と革命軍事会議に権力を委譲した。
1978年5月～8月、国防相（ある情報によれば、空軍総司令官を兼任）。その後、パルチャム派の陰謀への関与の疑いで逮捕され、拷問を受けた。一旦死刑を言い渡されたが、ソ連大使館の働きかけにより、禁固15年に減刑された。ソ連軍のアフガン侵攻後、1979年12月27日に釈放された。
- 1980年 - アフガニスタン人民民主党中央委員会国防・法務課主任
- 1980年～1982年 - 革命軍事会議幹部会議員
- 1982年1月4日 - 国防相代行
- 1982年9月23日 - 国防相
- 1982年12月12日 - アフガニスタン人民民主党政治局員候補
- 1984年12月4日 - 革命軍事会議第一副議長
- 1985年11月21日 - 陰謀への関与の疑いで、党職から解任された。
- 1986年10月 - 駐ポーランド大使

1990年代初め、アフガニスタンへの帰国を拒否し、ブルガリアに政治亡命した。しかしながら、暫く後に帰国し、アフマド・シャー・マスードの非公式な軍事顧問となった。